# Vaikom Muhammad Basheer
Œuvres principales
- Grand-père avait un éléphant

Vaikom Muhammad Basheer, né le 21 janvier 1908 à Thalayolaparambu (en), dans le district du Kottayam de l'État du Kerala au sud-ouest de l'Inde, et mort le 5 juillet 1994 à Beypore, au Kerala, est un écrivain indien de langue malayalam et un militant indépendantiste.

## Biographie
Basheer abandonne le domicile familial à 16 ans pour s'engager dans la lutte pour l'indépendance. Il travaille comme journaliste et participe à la marche du sel en 1931. Après la répression britannique et un bref emprisonnement, Basheer abandonne le mouvement de la non-violence. Recherché par la police, il entre en clandestinité. Il voyage dans tout le pays et exerce divers métiers pour vivre. Vers 1937, il retourne au Kerala et commence à écrire des nouvelles pour gagner sa vie. Il parvient tout juste à vivre et ses écrits politiques sont interdits. Surveillé par la police, il est de nouveau incarcéré entre 1941 et 1944.
Après l'indépendance de l'Inde (1947), Basheer cesse de s'intéresser à la politique pour se consacrer à l'écriture. Il est cependant interné à deux reprises pour confusion mentale.
En 1982, il reçoit la Padma Shri.
La plupart des écrits de Basheer sont des romans et des nouvelles qui reprennent ses expériences vécues : la « prison, les relations amoureuses contrariées par les codes sociaux, les musulmans de la campagne keralaise »».

## Œuvre

### Romans
- Premalekhanam (en) (1943) Publié en français sous le titre La Lettre d'amour, dans le recueil Les Murs et autres histoires (d'amour), traduit par Dominique Vitalyos, Paris, Éditions Zulma, 2007  (ISBN 978-2-84304-390-1)
- Balyakalasakhi (en) (1944)
- Shabdangal (en) (1947)
- Ntuppuppakkoranendarnnu (en) (1951) Publié en français sous le titre Grand-père avait un éléphant,traduit par Dominique Vitalyos, Paris, Éditions Zulma, coll. « Vierge folle », 2005, 130 p.  (ISBN 2-84304-327-1) ; réédition, Paris, Zulma, 2010, 160 p.  (ISBN 978-2-84304-513-4) ; réédition, Paris, Points no P2925, 2012, 155 p.  (ISBN 978-2-7578-3098-7)
- Maranathinte Nizhalil (en) (1951)
- Mucheettukalikkarante Makal (en) (1951)
- Sthalathe Pradhana Divyan (1953)
- Anavariyum Ponkurishum (1953)
- Jeevithanizhalppadukal (1954)
- Pathummayude Aadu (en) (1959)
- Mathilukal (en) (1965) Publié en français sous le titre Les Murs, traduit par Dominique Vitalyos dans le recueil Les Murs et autres histoires (d'amour), incluant un second court roman La Lettre d'amour (1943) et les nouvelles La Lumière bleue (1952), Cherchez le diable (1954) et L'Anneau d'or (1967), Paris, Éditions Zulma, 2007  (ISBN 978-2-84304-390-1)
- Thara Specials (1968)
- Manthrikappoocha (en) (1968)
- Prempatta (2006), publication posthume

### Recueils de nouvelles
- Janmadinam (1945)
- Ormakkurippu (1946)
- Anargha Nimisham (en) (1946)
- Viddikalude Swargam (en) (1948)
- Pavappettavarude Veshya (1952)
- Vishwavikhyathamaya Mookku(1954)
- Visappu (en) (1954) Publié en français sous le titre Le Talisman, traduit par Dominique Vitalyos (recueil incluant les nouvelles Tankam, Au paradis des nigauds, L'Empreinte, Pour une patte de bananes-coq, La Faim, Par une nuit de lune, Le Premier Baiser, La Maison vide, Shashinâs, Le Remède, Les Cœurs accordés, Paris, Éditions Zulma, 2012  (ISBN 978-2-84304-577-6)
- Oru Bhagavad Gitayum Kure Mulakalum (1967)
- Anappooda (1975)
- Chirikkunna Marappava (1975)
- Bhoomiyude Avakashikal (1977) Publié en français sous le titre Les Héritiers légitimes de la Terre, traduit par Dominique Vitalyos, revue Jentayu no 8, "Animal", éd. Jérôme Bouchaud, 2018
- Shinkidimunkan (1991)

### Autres publications
- Dharmarajyam (en) (1938), essais
- Kathabeejam (en) (1945), pièce en un acte
- Nerum Nunayum (1969), correspondance
- Ormayude Arakal (en) (1973), mémoires
- Anuragathinte Dinangal (en) (1983), récit autobiographique
- Bhargavi Nilayam (en) (1985), scénario du film réalisé par A. Vincent (en) en 1964
- M. P. Paul (1991), souvenirs
- Cheviyorkkuka! Anthimakahalam (en) (1991), discours
- Yaa Ilaahi! (1997), recueil posthume de divers textes
- Jeevitham Oru Anugraham (2000), recueil posthume de divers textes
- Basheerinte Kathukal (2008), correspondance